# Vahan Mkhitaryan
Pour les articles homonymes, voir Mkhitaryan.
Vahan Mkhitaryan (en arménien : Վահան Մխիթարյան) né le 16 août 1996 à Erevan, est un nageur arménien spécialisé dans le 50 m nage libre,.
Il a participé aux Jeux olympiques de 2016 durant lesquels il était le porte-drapeau de sa délégation.